# آدلاید (آکیتن)
آدلاید (انگلیسی: Adelaide of Aquitaine; ۱ ژانویهٔ ۱۰۰۴ (۵۹ سال) یا ۱ ژانویهٔ ۱۰۰۴ (۵۲ سال)، ملکه فرانک باختری و همسر هوگو کاپه مؤسس دودمان کاپتی بود.
وی دختر ویلیام سوم، دوک آکیتن و آدله نورماندی دختر رولو، دوک نورماندی بود که در سال ۹۴۵/۹۵۲ به دنیا آمد و در سال ۹۶۹ با هوگو کاپه ازدواج کرد و با به تخت رسیدن هوگو به تخت پادشاهی فرانسه به عنوان ملکه فرانسه انتخاب شد.